# Controlled foreign companies
CFC (controlled foreing companies) è una sigla spesso utilizzata in ambito e linguaggio economico-fiscale per identificare i soggetti (ovvero di società) controllate da altre società che risiedono in un paese estero (ossia al di fuori della Comunità Economica Europea).
La definizione di tali soggetti risulta particolarmente interessante in materia di sostegno alle manovre anti-elusive poste in essere dai governi per evitare l'erosione della base imponibile a danno dell'economia del Paese stesso (vedi normativa ATAD).